# Eldersloo
Eldersloo is een klein dorpje in de gemeente Aa en Hunze in de Nederlandse provincie Drenthe. Het dorp is gelegen ten zuiden van de autoweg N33, ten zuidoosten van Assen. Eldersloo ligt tussen de dorpen Nijlande en Ekehaar in.
Drenthe: Steden en dorpen      Nederland: Provincies · Gemeenten